# Aeropuerto de Lomé-Tokoin
Aeropuerto de Lomé-Tokoin, también conocido como Aeropuerto Internacional Gnassingbé Eyadéma, es un aeropuerto ubicado en Lomé, capital de Togo. En 2004, el aeropuerto recibió a 234.557 pasajeros. ASKY Airlines, una subsidiaria de Ethiopian Airlines tiene su hub en el aeropuerto desde enero de 2010.

## Aerolíneas y destinos

### Destinos internacionales
| Ciudades por países             | Nombre del aeropuerto                           | Aerolíneas                                     | Aeronaves | Frecuencias semanales |        |
| África                          | África                                          | África                                         | África    | África                | África |
| ------------------------------- | ----------------------------------------------- | ---------------------------------------------- | --------- | --------------------- | ------ |
| Benín                           |                                                 |                                                |           |                       |        |
| Cotonú                          | Aeropuerto de Cotonú-Cadjehoun                  | Air Burkina ASKY Airlines                      | E1        |                       |        |
| Burkina Faso                    |                                                 |                                                |           |                       |        |
| Uagadugú                        | Aeropuerto de Uagadugú                          | ASKY Airlines                                  |           |                       |        |
| Camerún                         |                                                 |                                                |           |                       |        |
| Duala                           | Aeropuerto Internacional de Douala              | ASKY Airlines                                  |           |                       |        |
| Yaundé                          | Aeropuerto Internacional de Yaundé              | ASKY Airlines (Vía ABV)                        |           |                       |        |
| Chad                            |                                                 |                                                |           |                       |        |
| Yamena                          | Aeropuerto Internacional de Yamena              | ASKY Airlines (Vía DLA)                        |           |                       |        |
| Congo                           |                                                 |                                                |           |                       |        |
| Brazzaville                     | Aeropuerto de Maya-Maya                         | ASKY Airlines (Vía FIH)                        |           |                       |        |
| Pointe Noire                    | Aeropuerto de Pointe-Noire                      | ASKY Airlines (Vía FIH)                        |           |                       |        |
| Costa de Marfil                 |                                                 |                                                |           |                       |        |
| Abiyán                          | Aeropuerto Internacional Félix Houphouët-Boigny | ASKY Airlines                                  |           |                       |        |
| Etiopía                         |                                                 |                                                |           |                       |        |
| Adís Abeba                      | Aeropuerto Internacional Bole                   | Ethiopian                                      |           |                       |        |
| Gabón                           |                                                 |                                                |           |                       |        |
| Libreville                      | Aeropuerto de Libreville                        | CEIBA Intercontinental ASKY Airlines (Vía LOS) |           |                       |        |
| Ghana                           |                                                 |                                                |           |                       |        |
| Acra                            | Aeropuerto Internacional Kotoka                 | ASKY Airlines                                  |           |                       |        |
| Guinea Ecuatorial               |                                                 |                                                |           |                       |        |
| Malabo                          | Aeropuerto Internacional de Malabo              | CEIBA Intercontinental                         |           |                       |        |
| Guinea                          |                                                 |                                                |           |                       |        |
| Conakri                         | Aeropuerto Internacional de Conakri             | ASKY Airlines                                  |           |                       |        |
| Mali                            |                                                 |                                                |           |                       |        |
| Bámako                          | Aeropuerto Internacional de Bamako-Sénou        | ASKY Airlines                                  |           |                       |        |
| Marruecos                       |                                                 |                                                |           |                       |        |
| Casablanca                      | Aeropuerto Internacional Mohammed V             | Royal Air Maroc                                |           |                       |        |
| Níger                           |                                                 |                                                |           |                       |        |
| Niamey                          | Aeropuerto Internacional Diori Hamani           | ASKY Airlines                                  |           |                       |        |
| Nigeria                         |                                                 |                                                |           |                       |        |
| Abuya                           | Aeropuerto Internacional Nnamdi Azikiwe         | ASKY Airlines                                  |           |                       |        |
| Lagos                           | Aeropuerto Internacional Murtala Muhammed       | ASKY Airlines Overland Airways                 |           |                       |        |
| República Centroafricana        |                                                 |                                                |           |                       |        |
| Bangui                          | Aeropuerto Internacional de Bangui M'Poko       | ASKY Airlines (Vía DLA)                        |           |                       |        |
| República Democrática del Congo |                                                 |                                                |           |                       |        |
| Kinsasa                         | Aeropuerto Internacional de N'Djili             | ASKY Airlines                                  |           |                       |        |
| Senegal                         |                                                 |                                                |           |                       |        |
| Dakar                           | Aeropuerto Blaise Diagne                        | ASKY Airlines                                  |           |                       |        |
| Sierra Leona                    |                                                 |                                                |           |                       |        |
| Freetown                        | Aeropuerto Internacional de Lungi               | ASKY Airlines (Vía ACC)                        |           |                       |        |
| Norteamérica                    |                                                 |                                                |           |                       |        |
| Estados Unidos                  |                                                 |                                                |           |                       |        |
| Newark                          | Aeropuerto Internacional Libertad de Newark     | Ethiopian                                      |           |                       |        |
| Nueva York                      | Aeropuerto Internacional John F. Kennedy        | Ethiopian                                      |           |                       |        |
| Europa                          |                                                 |                                                |           |                       |        |
| Bélgica                         |                                                 |                                                |           |                       |        |
| Bruselas                        | Aeropuerto de Bruselas-National                 | Brussels Airlines (Vía ACC)                    | A330-300  |                       |        |
| Francia                         |                                                 |                                                |           |                       |        |
| París                           | Aeropuerto de París-Charles de Gaulle           | Air France                                     |           |                       |        |

## Estadísticas
Ver fuente y consulta Wikidata.

## Accidentes e incidentes
El 14 de agosto de 2008, el Vuelo 1123 de Turkish Airlines, en ruta desde Estambul, Turquía, hacia Lagos, Nigeria, aterrizó de manera segura en el Aeropuerto de Lomé-Tokoin después de sufrir fallas en todos los instrumentos de navegación y radios en condiciones nocturnas.